# Lưu Mẫn (nhà Minh)
Lưu Mẫn (chữ Hán: 刘敏, ? – ?), người Túc Ninh, Hà Bắc, là quan viên đầu đời Minh trong lịch sử Trung Quốc.

## Cuộc đời
Nhờ được cử hiếu liêm, Mẫn trở thành viên lại của Trung thư tỉnh. Ở kinh sư, Mẫn vào chiều tối đi mua cỏ lau ở Long Giang, lúc trời sáng chở về nhà, khiến vợ dệt chiếu, đem bán để nuôi mẹ. Đến khi được nhận chức, Mẫn bộc lộ tính liêm khiết chấp nhặt, được tặng chỉ là đồ sành sứ cũng không nhận. Sau đó, Mẫn được làm Sở tướng phủ Lục sự. Trung thư tỉnh lấy phụ nữ của gia đình có tội cấp cho văn thần làm nô tỳ, mọi người khuyên Mẫn xin cấp để có người nuôi mẹ; ông từ chối rằng: "Nuôi mẹ là việc của con dâu, can gì đến người khác."
Bấy giờ Minh Thái Tổ sát hại công thần, hễ thượng cấp có tội thì thuộc cấp phần nhiều cũng chịu liên lụy, nhưng riêng Mẫn sau nhiều biến cố vẫn vô sự. Minh Thái Tổ khen Mẫn là người hiền, cất nhắc làm Công bộ thị lang, rồi đổi sang bộ Hình.
Cuối đời Mẫn được ra làm Huy Châu phủ đồng tri, có chính tích, mất khi đang ở chức, không rõ khi nào.